# Número π
El número π (pi) es la relación entre la longitud de una circunferencia y su diámetro en geometría euclidiana. Es un número irracional y una de las constantes matemáticas más importantes. Se emplea frecuentemente en matemáticas, física e ingeniería. El valor numérico de π, truncado a sus primeras cifras, es el siguiente:
{\displaystyle \pi =3.141\;592\;653\;589\;793\;238\;462\dots \,}(sucesión A000796 en OEIS)
El valor de π se ha obtenido con diversas aproximaciones a lo largo de la historia, siendo una de las constantes matemáticas que más aparece en las ecuaciones de la física, junto con el número e. Cabe destacar que el cociente entre la longitud de cualquier circunferencia y la de su diámetro no es constante en geometrías no euclidianas.

## Nombre
La notación con la letra griega π proviene de la inicial de las palabras de origen griego περιφέρεια «periferia» y περίμετρον «perímetro» de un círculo, notación que fue utilizada primero por William Oughtred (1574-1660) y cuyo uso fue propuesto por el matemático galés William Jones (1675-1749); aunque fue el matemático Leonhard Euler, con su obra Introducción al cálculo infinitesimal, de 1748, quien la popularizó. Fue conocida anteriormente como constante de Ludolph (en honor al matemático Ludolph van Ceulen) o como constante de Arquímedes (que no se debe confundir con el número de Arquímedes). Jones plantea el nombre y símbolo de este número en 1706 y Euler empieza a difundirlo en 1736.
Arquímedes lo calculó con la aproximación de {\displaystyle 3+{\frac {10}{71}}<\pi <3+{\frac {1}{7}}}, tal como consignó en su obra Medición del círculo, ciertamente con otra notación.

## Características matemáticas

Se muestra la relación entre un cuadrado de lado y un círculo de radio. El área del círculo es.

### Definiciones y caracterizaciones
Euclides fue el primero en demostrar que la relación entre una circunferencia y su diámetro es una cantidad constante. No obstante, existen diversas definiciones del número {\displaystyle \pi }, pero la más común es:
- {\displaystyle \pi } es la razón entre la longitud de cualquier circunferencia y la de su diámetro.

Además {\displaystyle \pi } es:
- El área de un círculo unitario (de radio que tiene longitud 1, en el plano geométrico usual o plano euclídeo).
- El menor número real {\displaystyle x} positivo tal que {\displaystyle \operatorname {sen}(x)=0}.

También es posible definir analíticamente {\displaystyle \pi }; dos definiciones son posibles:
- La ecuación sobre los números complejos {\displaystyle e^{ix}+1=0} admite una infinidad de soluciones reales positivas, la más pequeña de las cuales es precisamente {\displaystyle \pi } (véase identidad de Euler).
- La ecuación diferencial {\displaystyle S''(x)+S(x)=0} con las condiciones de contorno {\displaystyle S(0)=0,S'(0)=1} para la que existe solución única, garantizada por el teorema de Picard-Lindelöf, es un función analítica (la función trigonométrica {\displaystyle \operatorname {sen}(x)}) cuya raíz positiva más pequeña es precisamente {\displaystyle \pi }.

- A través de una integral definida se obtiene el valor de {\displaystyle \pi }/4. Se integra la función f(x) = 1/ ( 1 + x2) de 0 a 1.[9]

- Todos los ensayos estadísticos realizados sobre la sucesión de los dígitos decimales de pi han corroborado su carácter aleatorio. No hay orden ni regularidad, hay varias series de 7777 y el chocante 999999, hay apariciones que confunden o agradan a los intuicionistas.[10]

### Número irracional y trascendente
Se trata de un número irracional, lo que significa que no puede expresarse como fracción de dos números enteros, como demostró Johann Heinrich Lambert en 1761 (o 1767). También es un número trascendente, es decir, que no es la raíz de ningún polinomio de coeficientes enteros. En el siglo XIX el matemático alemán Ferdinand Lindemann demostró este hecho, cerrando con ello definitivamente la permanente y ardua investigación acerca del problema de la cuadratura del círculo indicando que no tiene solución.
También se sabe que π tampoco es un número de Liouville (Mahler, 1953), es decir, no solo es trascendental sino que no puede ser aproximado por una secuencia de racionales «rápidamente convergente» (Stoneham 1970[cita requerida]).
El número π es un período algebraico.

### Primeras cincuenta cifras decimales
A pesar de tratarse de un número irracional continúa siendo averiguada la máxima cantidad posible de decimales. Los cincuenta primeros son:
{\displaystyle \pi \approx 3.1415926535\;8979323846\;2643383279\;5028841971\;6939937510}
Para ver secuencias mayores de este número consúltese las referencias (5·1012 decimales), así como Las primeras diez mil cifras decimales A00796 y OEIS.
En ciencia e ingeniería, esta constante puede emplearse, la mayoría de las veces, con una precisión de solo una docena de decimales. Con cuarenta decimales se podría describir con precisión la curvatura de la Vía Láctea con un error más pequeño que el tamaño de un protón.

## Historia del cálculo del valor π

es la relación entre la longitud de una circunferencia y su diámetro. Es una constante en geometría euclidiana.

La búsqueda del mayor número de decimales del número {\displaystyle \pi } ha supuesto un esfuerzo constante de numerosos científicos a lo largo de la historia.  Algunas aproximaciones históricas de {\displaystyle \pi } son las siguientes.

### Antigua Roma
Los primeros matemáticos romanos descubrieron una relación entre la longitud de pies de la circunferencia y el número 3,14.

### Mesopotamia
Hacia el 1900-1600 a. C., algunos matemáticos mesopotámicos empleaban, en el cálculo de segmentos, valores de {\displaystyle \pi } igual a 3, alcanzando en algunos casos valores más aproximados, como el de:
{\displaystyle \pi \approx 3+{\frac {1}{7}}=3.142857}

### Antiguo Egipto

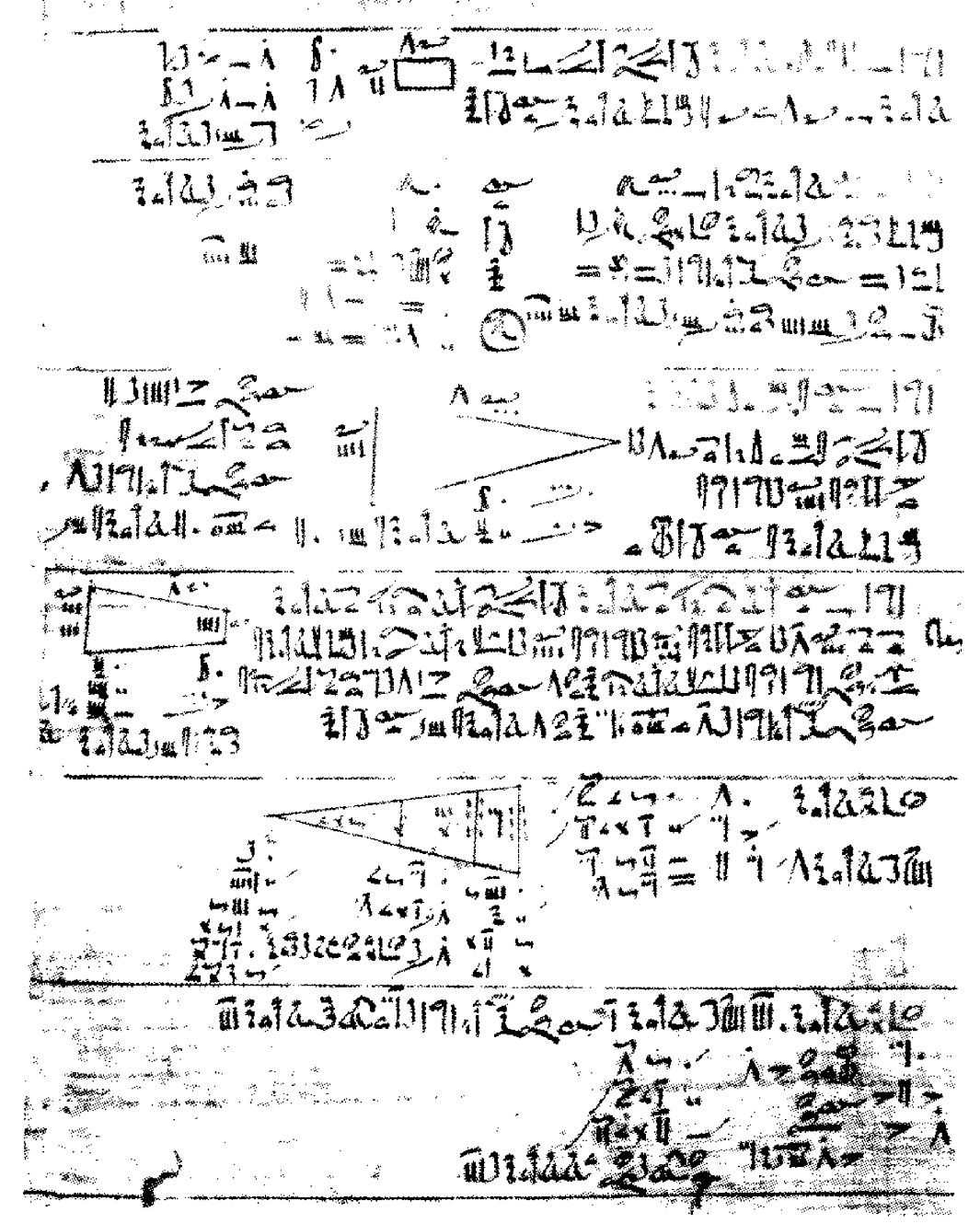
Detalle del papiro Rhind

El valor aproximado de {\displaystyle \pi } en las antiguas culturas se remonta a la época del escriba egipcio Ahmes en el año 1800 a. C. descrito en el papiro Rhind, donde se emplea un valor aproximado de {\displaystyle \pi } afirmando que el área de un círculo es similar a la de un cuadrado cuyo lado es igual al diámetro del círculo disminuido en 1/9; es decir, igual a 8/9 del diámetro. En notación moderna:
{\displaystyle S=\pi r^{2}\simeq \left({\frac {8}{9}}\cdot d\right)^{2}={\frac {64}{81}}d^{2}={\frac {64}{81}}\left(4r^{2}\right)}
{\displaystyle \pi \simeq {\frac {256}{81}}=3{.}16049\ldots }
Entre los ocho documentos matemáticos hallados de la antigua cultura egipcia, en dos se habla de círculos. Uno es el papiro Rhind y el otro es el papiro de Moscú. Solo en el primero se habla del valor aproximado del número {\displaystyle \pi }. El investigador Otto Neugebauer, en un anexo de su libro The Exact Sciences in Antiquity, describe un método inspirado en los problemas del papiro de Ahmes para averiguar el valor de π, mediante la aproximación del área de un cuadrado de lado 8, a la de un círculo de diámetro 9.

### En la Biblia
Una de las referencias indirectas más antiguas del valor aproximado de π se puede encontrar en un versículo de la Biblia:

Hizo el Mar de metal fundido que tenía diez codos de borde a borde; era enteramente redondo, y de cinco codos de altura; un cordón de treinta codos medía su contorno. Debajo del borde había calabazas todo en derredor; daban vuelta al Mar a largo de treinta codos; había dos filas de calabazas fundidas en una sola pieza.
I Reyes (Biblia de Jerusalén)

Una cita similar se puede encontrar en el Segundo libro de las crónicas. En él aparece en una lista de requerimientos para la construcción del Gran Templo de Salomón, construido sobre el 950 a. C.:

Hizo el Mar de metal fundido, de diez codos de borde a borde. Era enteramente redondo y de cinco codos de alto. Un cordón de treinta codos medía su contorno.
II Crónicas (Biblia de Jerusalén)

Ambas citas dan 3 como valor de π, lo que supone una notable pérdida de precisión respecto de las anteriores estimaciones egipcia y mesopotámica. Al respecto, apologéticos cristianos señalan que la falta de precisión se pueda atribuir al redondeo de las dimensiones relatadas por el texto.

### Antigüedad clásica

Método de Arquímedes para encontrar dos valores que se aproximen al número π, por exceso y defecto

Método de aproximación de Liu Hui

El matemático griego Arquímedes (siglo III a. C.) fue capaz de determinar el valor de π entre el intervalo comprendido por 3 10/71, como valor mínimo, y 3 1/7, como valor máximo. Con esta aproximación de Arquímedes se obtiene un valor con un error que oscila entre 0.024 % y 0.040 % sobre el valor real. El método usado por Arquímedes era muy simple y consistía en circunscribir e inscribir polígonos regulares de n-lados en circunferencias y calcular el perímetro de dichos polígonos. Arquímedes empezó con hexágonos circunscritos e inscritos, y fue doblando el número de lados hasta llegar a polígonos de 96 lados.
Alrededor del año 20 d. C., el arquitecto e ingeniero romano Vitruvio calcula π como el valor fraccionario 25/8 midiendo la distancia recorrida en una revolución por una rueda de diámetro conocido.
En el siglo II, Claudio Ptolomeo proporciona un valor fraccionario por aproximaciones:
{\displaystyle \pi \approx {\frac {377}{120}}=3{.}1416\ldots }

### Matemática china
El cálculo de pi fue una atracción para los matemáticos expertos de todas las culturas. Hacia 120, el astrónomo chino Zhang Heng (78-139) fue uno de los primeros en usar la aproximación √10, que dedujo de la razón entre el volumen de un cubo y la respectiva esfera inscrita. Un siglo después, el astrónomo Wang Fang lo estimó en 142/45 (3.155555), aunque se desconoce el método empleado. Pocos años después, hacia 263, el matemático Liu Hui fue el primero en sugerir que 3,14 era una buena aproximación, usando un polígono de 96 o 192 lados. Posteriormente estimó π como 3,14159 empleando un polígono de 3072 lados.
A finales del siglo V, el matemático y astrónomo chino Zu Chongzhi calculó el valor de {\displaystyle \pi } en 3,1415926, al que llamó «valor por defecto», y 3,1415927, «valor por exceso», y dio dos aproximaciones racionales de {\displaystyle \pi }, 22/7 y 355/113, muy conocidas ambas, siendo la última aproximación tan buena y precisa que no fue igualada hasta más de nueve siglos después, en el siglo XV.

### Matemática india
En el Baudhayana-sulba-sutra se dan aproximaciones que se han interpretado de diversas formas como aproximadamente 3,08831, 3,08833, 3,004, 3 o 3,125. Usando un polígono regular inscrito de 384 lados, a finales del siglo V el matemático indio Aryabhata estimó el valor en 3,1416. A mediados del siglo VII, estimando incorrecta la aproximación de Aryabhata, Brahmagupta calcula {\displaystyle \pi } como √10, cálculo mucho menos preciso que el de su predecesor. Hacia 1400 Madhava obtiene una aproximación exacta hasta 11 dígitos (3,14159265359), siendo el primero en emplear series para realizar la estimación.

### Matemática islámica
En el siglo IX Al-Jwarizmi, en su Álgebra (Hisab al yabr ua al muqabala), hace notar que el hombre práctico usa 22/7 como valor de {\displaystyle \pi }, el geómetra usa 3, y el astrónomo 3,1416. En el siglo XV, el matemático persa Ghiyath al-Kashi fue capaz de calcular el valor aproximado de {\displaystyle \pi } con nueve dígitos, empleando una base numérica sexagesimal, lo que equivale a una aproximación de 16 dígitos decimales: 2{\displaystyle \pi } = 6.2831853071795865_

### Renacimiento europeo

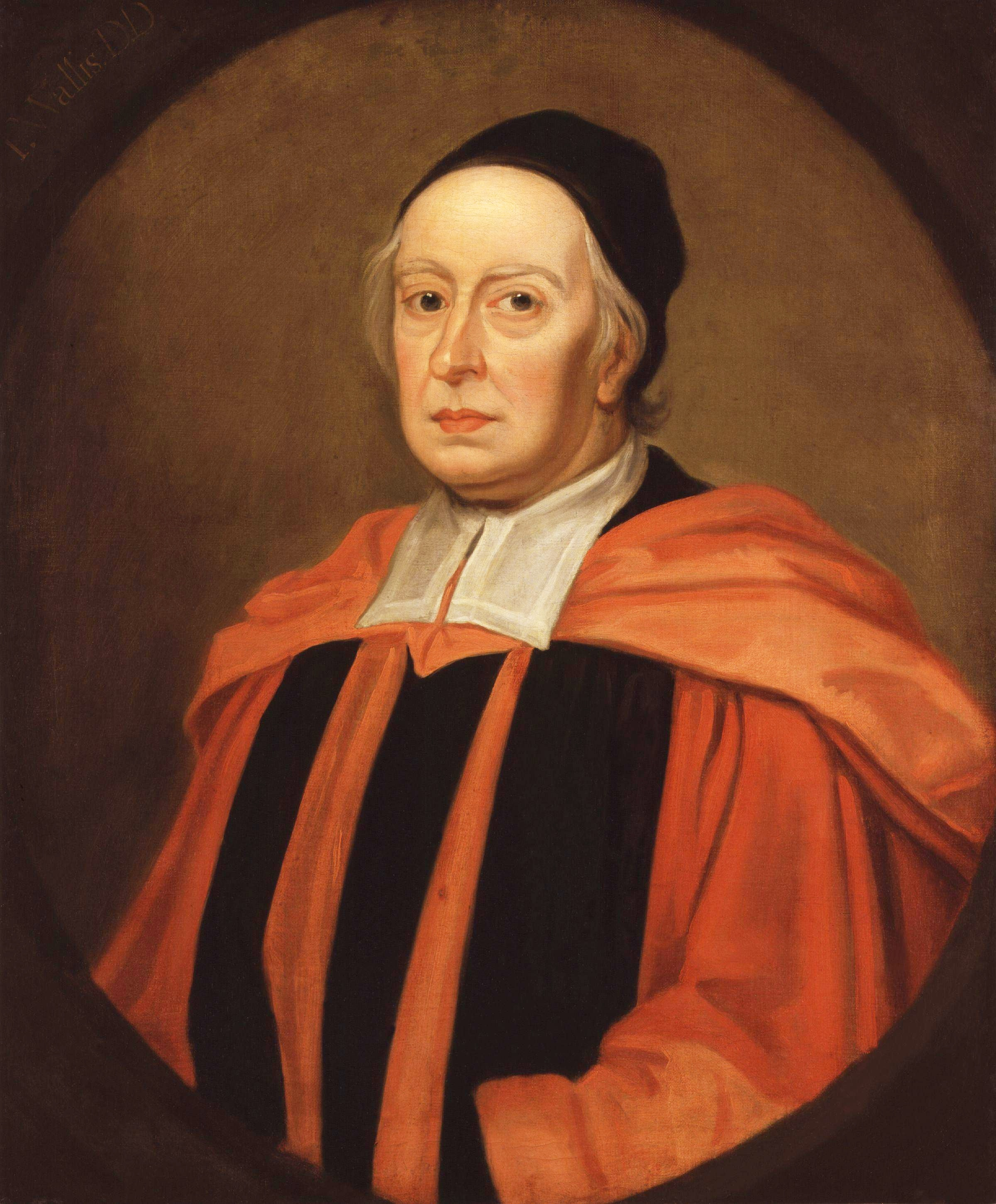
John Wallis (1616-1703)

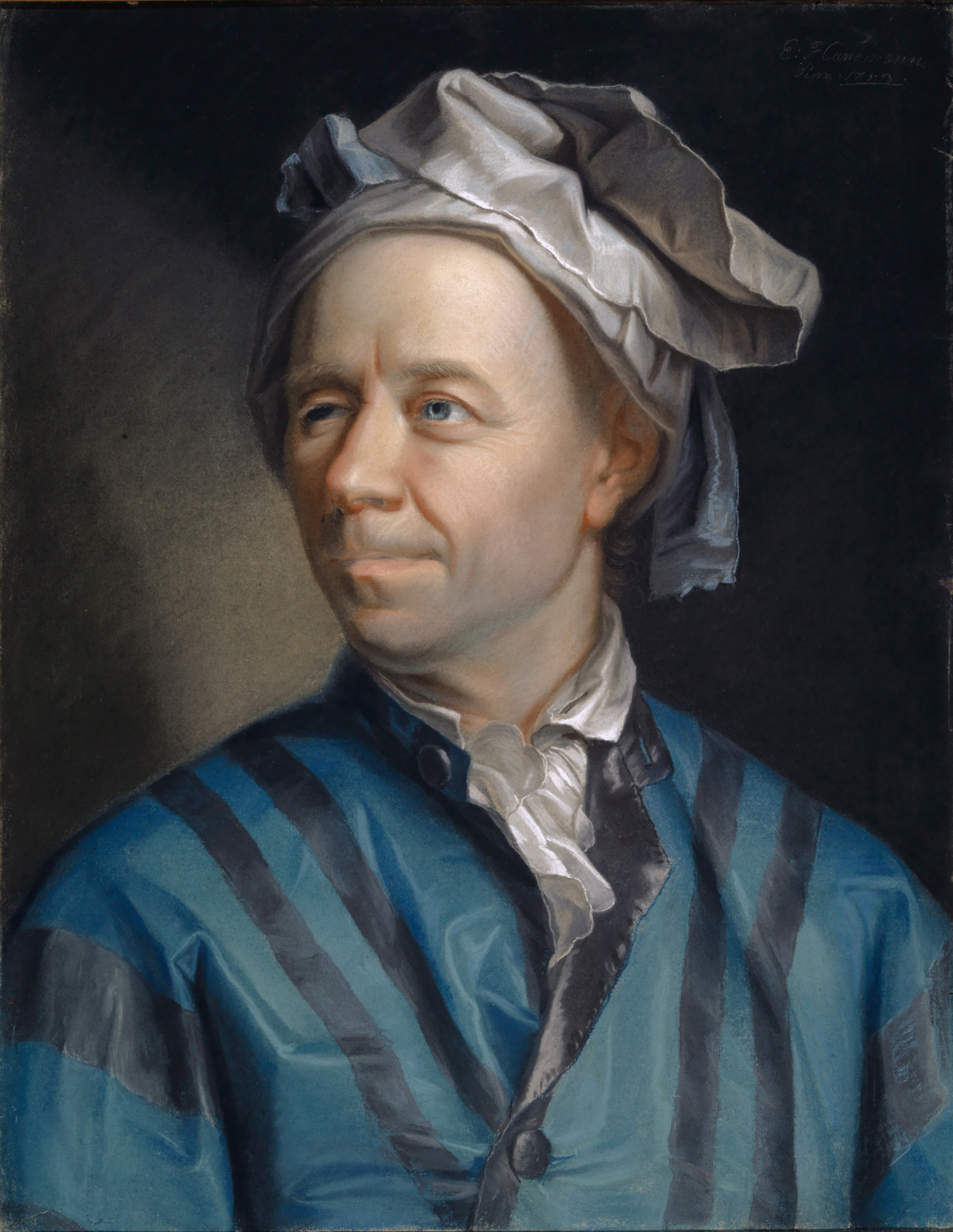
Leonhard Euler (1707-1783)

A partir del siglo XII, con el uso de cifras arábigas en los cálculos, se facilitó mucho la posibilidad de obtener mejores cálculos para π. El matemático Fibonacci (1170-1250), en su Practica Geometriae, amplifica el método de Arquímedes, proporcionando un intervalo más estrecho. Algunos matemáticos del siglo XVII, como Viète, usaron polígonos de hasta 393 216 lados para aproximarse con buena precisión a 3,141592653. En 1593 el flamenco Adriaan van Roomen (Adrianus Romanus) obtiene una precisión de 16 dígitos decimales usando el método de Arquímedes.

### Época moderna (precomputacional)
En 1610 el matemático Ludolph van Ceulen calculó los 35 primeros decimales de π. Se dice que estaba tan orgulloso de esta hazaña que lo mandó grabar en su lápida. Los libros de matemática alemanes durante muchos años denominaron a π como número ludolfiano. En 1665 Isaac Newton desarrolla la serie
{\displaystyle \arcsin {x}=x+{\frac {1}{2}}\cdot {\frac {x^{3}}{3}}+{\frac {1\cdot 3}{2\cdot 4}}\cdot {\frac {x^{5}}{5}}+{\frac {1\cdot 3\cdot 5}{2\cdot 4\cdot 6}}\cdot {\frac {x^{7}}{7}}+\ldots }
Con {\displaystyle x={\frac {1}{2}}} obtuvo una serie para:
{\displaystyle \arcsin \left({\frac {1}{2}}\right)={\frac {\pi }{6}}}
El matemático inglés John Wallis desarrolló en 1655 la conocida serie Producto de Wallis:
{\displaystyle {\frac {2}{1}}\cdot {\frac {2}{3}}\cdot {\frac {4}{3}}\cdot {\frac {4}{5}}\cdot {\frac {6}{5}}\cdot {\frac {6}{7}}\cdot {\frac {8}{7}}\cdot {\frac {8}{9}}\cdot \dots ={\frac {\pi }{2}}}
En 1699, a sugerencia de Edmond Halley, el matemático inglés Abraham Sharp (1651-1742) calculó pi con una precisión de 71 dígitos decimales usando la serie de Gregory:
{\displaystyle \arctan(x)=x-{\frac {x^{3}}{3}}+{\frac {x^{5}}{5}}-\ldots }
Con {\displaystyle x={\frac {1}{\sqrt {3}}}} se obtiene una serie para:
{\displaystyle \arctan \left({\frac {1}{\sqrt {3}}}\right)={\frac {\pi }{6}}}
Para alcanzar la precisión obtenida, debió usar alrededor de trescientos términos en la serie. En 1720 el francés Thomas de Lagny utilizó el mismo método para obtener una aproximación de 127 dígitos (solo los primeros 112 eran correctos).
Leibniz calculó de una forma más complicada en 1682 la siguiente serie matemática que lleva su nombre:
{\displaystyle \sum _{n=0}^{\infty }{\frac {(-1)^{n}}{2n+1}}=1-{\frac {1}{3}}+{\frac {1}{5}}-\dots ={\frac {\pi }{4}}}.
El inglés William Oughtred fue el primero que empleó la letra griega π como símbolo del cociente entre las longitudes de una circunferencia y su diámetro. Fue en el año 1706 cuando el galés William Jones afirmó: «3,14159 andc. = π» y propuso usar siempre el símbolo π, y fue Leonhard Euler el que al adoptarlo en 1737 lo convirtió en la notación habitual que se usa hasta nuestros días.
El matemático japonés Takebe empezó a calcular el número π en el año 1722, con el mismo método expuesto por Arquímedes, y fue ampliando el número de lados para polígonos circunscritos e inscritos hasta llegar a 1024 lados. Este ingente trabajo consiguió que se determinara π con 41 decimales.
En 1789 el matemático de origen esloveno Jurij Vega, mediante la fórmula de John Machin, descubierta en 1706, fue el primero en averiguar los primeros 140 decimales de π, de los cuales 126 eran correctos; este récord se mantuvo durante 52 años, hasta que en 1841 William Rutherford calculó 208 decimales, de los cuales 152 eran correctos.
El matemático aficionado de origen inglés William Shanks trabajó, durante 20 años, en hallar los dígitos decimales de π, habiendo obtenido 707 decimales en 1873. En el año 1944, D. F. Ferguson encontró un error en el quingentésimo vigésimo octavo dígito decimal (528.º) de la serie de Shanks, a partir del cual todos los dígitos subsiguientes eran erróneos. En 1948, Ferguson recalculó π con 808 decimales con la ayuda de una calculadora electrónica.
| Año         | Matemático o documento    | Cultura      | Aproximación                                           | Error (en partes por millón) |
| ----------- | ------------------------- | ------------ | ------------------------------------------------------ | ---------------------------- |
| ~1900 a. C. | Papiro de Ahmes           | Egipcia      | 28/34 ~ 3.1605                                         | 6016 ppm                     |
| ~1600 a. C. | Tablilla de Susa          | Babilónica   | 25/8 = 3.125                                           | 5282 ppm                     |
| ~600 a. C.  | La Biblia (Reyes I, 7:23) | Judía        | 3                                                      | 45 070 ppm                   |
| ~500 a. C.  | Bandhayana                | India        | 3.09                                                   | 16 422 ppm                   |
| ~250 a. C.  | Arquímedes de Siracusa    | Griega       | entre 3 10/71 y 3 1/7 empleó 211875/67441 ~ 3.14163    | <402 ppm 13.45 ppm           |
| ~150        | Claudio Ptolomeo          | Grecoegipcia | 377/120 = 3.141666…                                    | 23.56 ppm                    |
| 263         | Liu Hui                   | China        | 3.14159                                                | 0.84 ppm                     |
| 263         | Wang Fan                  | China        | 157/50 = 3.14                                          | 507 ppm                      |
| ~300        | Chang Hong                | China        | 101/2 ~ 3.1623                                         | 6584 ppm                     |
| ~500        | Zu Chongzhi               | China        | entre 3.1415926 y 3.1415929 empleó 355/113 ~ 3.1415929 | <0.078 ppm 0.085 ppm         |
| ~500        | Aryabhata                 | India        | 3.1416                                                 | 2.34 ppm                     |
| ~600        | Brahmagupta               | India        | 101/2 ~ 3.1623                                         | 6584 ppm                     |
| ~800        | Al-Juarismi               | Persa        | 3.1416                                                 | 2.34 ppm                     |
| 1220        | Fibonacci                 | Italiana     | 3.141818                                               | 72.73 ppm                    |
| 1400        | Madhava                   | India        | 3.14159265359                                          | 0.085 ppm                    |
| 1424        | Al-Kashi                  | Persa        | 2π = 6.2831853071795865                                | 0.1 ppm                      |

### Época moderna (computacional)
Desde el diseño de la primera computadora se empezaron a desarrollar programas para el cálculo del número π con la mayor cantidad de cifras posible. De esta forma, en 1949 un ENIAC fue capaz de romper el récord, obteniendo 2037 cifras decimales en 70 horas. Poco a poco fueron surgiendo ordenadores que batían récords y, de esta forma, pocos años después (1954) un NORAC llegó a 3092 cifras. Durante casi toda la década de 1960 los IBM fueron batiendo récords, hasta que un IBM 7030 pudo llegar en 1966 a 250 000 cifras decimales (en 8 h y 23 min). Durante esta época se probaban las nuevas computadoras con algoritmos para la generación de series de números procedentes de {\displaystyle \pi }.
En la década de 2000, los ordenadores son capaces de obtener números que poseen una inmensa cantidad de decimales. En 2009 se hallaron más de dos billones y medio de decimales de pi mediante el uso de una supercomputadora T2K Tsukuba System, compuesta por 640 computadoras de alto rendimiento, que juntas consiguen velocidades de procesamiento de 95 teraflops. Lo obtuvieron en 73 horas y 36 minutos.
| Año  | Descubridor                                                     | Ordenador utilizado              | Número de cifras decimales |
| ---- | --------------------------------------------------------------- | -------------------------------- | -------------------------- |
| 1949 | G.W. Reitwiesner y otros                                        | ENIAC                            | 2037                       |
| 1954 |                                                                 | NORAC                            | 3092                       |
| 1959 | Guilloud                                                        | IBM 704                          | 16 167                     |
| 1967 |                                                                 | CDC 6600                         | 500 000                    |
| 1973 | Guillord y Bouyer                                               | CDC 7600                         | 1 001 250                  |
| 1981 | Miyoshi y Kanada                                                | FACOM M-200                      | 2 000 036                  |
| 1982 | Guilloud                                                        |                                  | 2 000 050                  |
| 1986 | Bailey                                                          | CRAY-2                           | 29 360 111                 |
| 1986 | Kanada y Tamura                                                 | HITAC S-810/20                   | 67 108 839                 |
| 1987 | Kanada, Tamura, Kobo y otros                                    | NEC SX-2                         | 134 217 700                |
| 1988 | Kanada y Tamura                                                 | Hitachi S-820                    | 201 326 000                |
| 1989 | Hermanos Chudnovsky                                             | IBM 3090                         | 1 011 196 691              |
| 1991 | Hermanos Chudnovsky                                             |                                  | 2 260 000 000              |
| 1994 | Hermanos Chudnovsky                                             |                                  | 4 044 000 000              |
| 1995 | Kanada y Takahashi                                              | HITAC S-3800/480                 | 6 442 450 000              |
| 1997 | Kanada y Takahashi                                              | Hitachi SR2201                   | 51 539 600 000             |
| 1999 | Kanada y Takahashi                                              | Hitachi SR8000                   | 206 158 430 000            |
| 2002 | Kanada y otros                                                  | Hitachi SR8000/MP                | 1 241 100 000 000          |
| 2009 | Daisuke Takahashi                                               | T2K Tsukuba System               | 2 576 980 370 000          |
| 2009 | Fabrice Bellard                                                 | Core i7 CPU, 2.93 GHz; RAM: 6GiB | 2 699 999 990 000          |
| 2010 | Shigeru Kondo                                                   | 2 x Intel Xeon X5680, 3.33 GHz   | 5 000 000 000 000          |
| 2011 | Shigeru Kondo                                                   |                                  | 10 000 000 000 000         |
| 2019 | Emma Haruka Iwao                                                | Google Cloud cruncher            | 31 000 000 000 000         |
| 2020 | Timothy Mullican                                                |                                  | 50 000 000 000 000         |
| 2021 | Team DAViS of the University of Applied Sciences of the Grisons |                                  | 62 831 853 071 796         |
| 2025 | Kioxia y Linus Media Group                                      |                                  | 300 000 000 000 000        |

En la época computacional del cálculo de π las cifras se han disparado, no solo debido a la potencia de cálculo que estas máquinas son capaces de generar, sino también por el prestigio que conlleva para el constructor de la máquina cuando su marca aparece en la lista de los récords, y por la capacidad de hacer uso de computación avanzada para encadenar millones de máquinas si se desea y así aumentar la potencia de cálculo, que en los anteriores casos solo deviene de una sola máquina, siendo el último ejemplo el uso de una combinación entre potencia de procesamiento y el uso de programas de cálculo y/o entrelazamiento de máquinas asistido.

## Uso en matemática y ciencia
π es ubicuo en matemática; aparece incluso en lugares que carecen de una conexión directa con los círculos de la geometría euclídea.

### Geometría y trigonometría
Para cualquier círculo de radio {\displaystyle r} y diámetro {\displaystyle d=2r}, la longitud de la circunferencia es {\displaystyle \pi d} y el área del círculo es {\displaystyle \pi r^{2}}. Además, π aparece en fórmulas para áreas y volúmenes de muchas otras figuras geométricas relacionadas con la circunferencia, como elipses, esferas, conos, y toroides. π aparece en integrales definidas que describen la circunferencia, área o volumen de figuras generadas por circunferencias y círculos. En el caso básico, la mitad del área de un círculo unitario es:
{\displaystyle \int _{-1}^{1}{\sqrt {1-x^{2}}}\,dx={\frac {\pi }{2}}}
y la mitad de la longitud de la circunferencia unitaria es:
{\displaystyle \int _{-1}^{1}{\frac {1}{\sqrt {1-x^{2}}}}\,dx=\pi }
Se puede integrar formas más complejas como sólidos de revolución.
De la definición de las funciones trigonométricas desde el círculo unitario se llega a que el seno y el coseno tienen período 2π. Lo que significa, para todo {\displaystyle x} y enteros {\displaystyle n}, {\displaystyle \operatorname {sen}(x)=\operatorname {sen}(x+2\pi n)} y {\displaystyle \cos(x)=\cos(x+2\pi n)}. Porque {\displaystyle \operatorname {sen}(0)=0}, {\displaystyle \operatorname {sen}(2\pi n)=0} para todos los enteros {\displaystyle n}. Además, el ángulo 180° es igual a π radianes. En otras palabras {\displaystyle 1^{\circ }=\pi /180} radianes.
En la matemática moderna, π es a menudo definido usando funciones trigonométricas, por ejemplo como el menor entero positivo {\displaystyle x} para el cual {\displaystyle \operatorname {sen} x=0}, para evitar dependencias innecesarias de las sutilezas de la geometría euclidiana y la integración. Equivalentemente, π puede ser definido usando funciones trigonométricas inversas, por ejemplo como {\displaystyle \pi =2\arccos(0)} o {\displaystyle \pi =4\arctan(1)}. Expandir funciones trigonométricas inversas como series de potencias es la manera más fácil de obtener series infinitas para π.

### Variable compleja

Representación geométrica de la fórmula de Euler

La frecuente aparición de π en análisis complejo puede estar relacionada con el comportamiento de la función exponencial de una variable compleja, descrito por la fórmula de Euler
{\displaystyle e^{i\varphi }=\cos \varphi +i\operatorname {sen} \varphi \!}
donde i es la unidad imaginaria que satisface la ecuación {\displaystyle i^{2}=-1} y e ≈ 2.71828 es el número de Euler. Esta fórmula implica que las potencias imaginarias de e describen rotaciones un círculo unitario en el plano complejo; estas rotaciones tienen un período de 360° = 2π. En particular, la rotación de 180° φ = π resulta en la notable identidad de Euler
{\displaystyle e^{i\pi }+1=0.\!}
Hay n diferentes raíces n-ésimas de la unidad
{\displaystyle e^{2\pi ik/n}\qquad (k=0,1,2,\dots ,n-1).}

### Cálculo superior
La integral de Gauss
{\displaystyle \int _{-\infty }^{\infty }e^{-x^{2}}dx={\sqrt {\pi }}.}
Una consecuencia es que el resultado de la división entre la función gamma de un semientero (la mitad de un número impar) y √π es un número racional.

### Física
Aunque no es una constante física, π aparece rutinariamente en ecuaciones que describen los principios fundamentales del Universo, no necesariamente relacionada con las características geométricas del círculo, sino usada, por ejemplo, para describir fenómenos periódicos como ondas y ciclos.
Debido en gran parte a su relación con la naturaleza del círculo y, correspondientemente, con el sistema de coordenadas esféricas (sistema usado ampliamente en física por sus propiedades de simetría radial). Usando unidades como las unidades de Planck se puede eliminar a veces a π de las fórmulas.
- La constante cosmológica:[42]
{\displaystyle \Lambda ={{8\pi G} \over {3c^{2}}}\rho }
- Principio de incertidumbre de Heisenberg:[43]
{\displaystyle \Delta x\,\Delta p\geq {\frac {h}{4\pi }}}

El uso de pi en esta relación fundamental de la mecánica cuántica, tiene relación con la periodicidad de la función de onda, describiendo un valor mínimo en el cual se puede correctamente localizar una función de onda simultáneamente en espacio de coordenadas ({\displaystyle x}) y en espacio de frecuencias ({\displaystyle p}), interconectadas por la transformada de Fourier. La frecuencia tiene relación directa con el momento de la función de onda. Por ejemplo: para el fotón {\displaystyle p=\hbar \omega }, donde {\displaystyle \omega =2\pi f}y {\displaystyle f}es su frecuencia).
- Ecuación del campo de Einstein de la relatividad general:[44]
{\displaystyle R_{ik}-{g_{ik}R \over 2}+\Lambda g_{ik}={8\pi G \over c^{4}}T_{ik}}
- Ley de Coulomb para la fuerza eléctrica:[45]
{\displaystyle F={\frac {\left|q_{1}q_{2}\right|}{4\pi \varepsilon _{0}r^{2}}}}
- Permeabilidad magnética del vacío:[46]
{\displaystyle \mu _{0}=4\pi \cdot 10^{-7}\,\mathrm {N/A^{2}} \,}
- Tercera ley de Kepler:
{\displaystyle {\frac {P^{2}}{a^{3}}}={(2\pi )^{2} \over G(M+m)}}

### Probabilidad y estadística
En probabilidad y estadística, hay muchas distribuciones cuyas fórmulas contienen a π, incluyendo:
- la función de densidad de probabilidad para la distribución normal con media μ y desviación estándar σ, que depende de la integral gaussiana:[47]

{\displaystyle f(x)={1 \over \sigma {\sqrt {2\pi }}}\,e^{-(x-\mu )^{2}/2\sigma ^{2}}}
- la función de densidad de probabilidad para la distribución de Cauchy (estándar):[48]

{\displaystyle f(x)={\frac {1}{\pi (1+x^{2})}}.}
Nótese que para todas las funciones de densidad de probabilidad se cumple que{\displaystyle \int _{-\infty }^{\infty }f(x)\,dx=1}, entonces las fórmulas anteriores pueden usarse para producir otras fórmulas integrales para π.

Representación del experimento en el modelo de la «aguja de Buffon», se lanzan dos agujas (a, b) ambas con longitud l. En el dibujo la aguja a está cruzando la línea mientras que la aguja b no.

El problema de la aguja de Buffon es llamado en ocasiones como una aproximación empírica de π. Se trata de lanzar una aguja de longitud l repetidamente sobre una superficie en la que se han trazado rectas paralelas distanciadas entre sí, en t unidades, de manera uniforme (con t > l de forma que la aguja no pueda tocar dos rectas). Si la aguja se lanza n veces y x de esas cae cruzando una línea, entonces se puede aproximar π usando el Método de Montecarlo, lanzándola gran cantidad de veces:
{\displaystyle \pi \approx {\frac {2nl}{xt}}.}
Aunque este resultado es matemáticamente impecable, no puede usarse más que para determinar unos cuantos dígitos de π experimentalmente. Para conseguirse solo tres dígitos correctos (incluyendo el «3» inicial) requiere de millones de lanzamientos, y el número de lanzamientos crece exponencialmente con el número de dígitos deseados. Además, cualquier error en la medida de las longitudes l y t se transfiere directamente como un error en la aproximación de π. Por ejemplo, una diferencia de un simple átomo en una aguja de 10 centímetros podría acarrear errores en el noveno dígito del resultado. En la práctica, incertidumbres en la determinación de si la aguja en realidad cruza una línea que parece estar solo tocándola lleva el límite de precisión alcanzable a mucho menos de 9 dígitos.

## Fórmulas que contienen el número π

### En geometría
- Longitud de la circunferencia de radio r: C = 2 π r

Áreas de secciones cónicas:
- Área del círculo de radio r: A = π r²
- Área interior de la elipse con semiejes a y b: A = π ab

Áreas de cuerpos de revolución:
- Área del cilindro: 2 π r (r+h)
- Área del cono: π r² + π r g
- Área de la esfera: 4 π r²

Volúmenes de cuerpos de revolución:
- Volumen de la esfera de radio r: V = (4/3) π r³
- Volumen de un cilindro recto de radio r y altura h: V = π r² h
- Volumen de un cono recto de radio r y altura h: V = π r² h / 3

Ecuaciones expresadas en radianes:
- Ángulos: 180 grados son equivalentes a π radianes.
- El volumen del toro conlleva π al cuadrado[54]

### En cálculo
- Área limitada por la astroide: (3/8) π a2[55]
- Área de la región comprendida por el eje X y un arco de la cicloide: 3 π a2
- Área encerrada por la cardioide: (3/2) π a2
- Área de la región entre el eje polar y las dos primeras vueltas de la espiral de Arquímedes r = aα[56] es 8π3 a2
- Área entre la curva de Agnesi y la asíntota es S = πa2.[57]
- Cisoide
- Estrofoide
- Caracol de Pascal. El área usando esta curva y cualquiera de las anteriores lleva en la fórmula el valor de pi[58]

### En probabilidad
- La probabilidad de que dos enteros positivos escogidos al azar sean primos entre sí es: 6/π²
- Si se eligen al azar dos números positivos menores que 1, la probabilidad de que junto con el número 1 puedan ser los lados de un triángulo obtusángulo es: (π-2)/4
- El número medio de formas de escribir un entero positivo como suma de dos cuadrados perfectos es π/4 (el orden es relevante).
- Aguja de Buffon: si lanzamos al azar una aguja de longitud L sobre una superficie en la que hay dibujadas líneas paralelas separadas una distancia D, la probabilidad de que la aguja corte a una línea es: 2L/Dπ

### En análisis matemático
- Fórmula de Leibniz:[59]
{\displaystyle \sum _{n=0}^{\infty }{{\left(-1\right)^{n}} \over {2\,n+1}}={\frac {1}{1}}-{\frac {1}{3}}+{\frac {1}{5}}-{\frac {1}{7}}+{\frac {1}{9}}-\cdots ={\frac {\pi }{4}}}
- Producto de Wallis:
{\displaystyle \prod _{n=1}^{\infty }\left({\frac {2n}{2n-1}}\cdot {\frac {2n}{2n+1}}\right)={\frac {2}{1}}\cdot {\frac {2}{3}}\cdot {\frac {4}{3}}\cdot {\frac {4}{5}}\cdot {\frac {6}{5}}\cdot {\frac {6}{7}}\cdot {\frac {8}{7}}\cdot {\frac {8}{9}}\cdots ={\frac {\pi }{2}}}
- Euler:
{\displaystyle \sum _{n=0}^{\infty }{\cfrac {2^{n}n!^{2}}{(2n+1)!}}=1+{\frac {1}{3}}+{\frac {1\cdot 2}{3\cdot 5}}+{\frac {1\cdot 2\cdot 3}{3\cdot 5\cdot 7}}+\cdots ={\frac {\pi }{2}}}
- Identidad de Euler
{\displaystyle e^{\pi i}+1=0\;}
- Área bajo la campana de Gauss:
{\displaystyle \int _{-\infty }^{\infty }e^{-x^{2}}dx={\sqrt {\pi }}}
- Fórmula de Stirling:
{\displaystyle n!\approx {\sqrt {2\pi n}}\left({\frac {n}{e}}\right)^{n}}
- Fórmula resultante del límite cuando k tiende a infinito de la función de Riemann para 2k:[60]

{\displaystyle 2\pi =\lim _{k\to \infty }\left({\frac {2(2k)!}{B(2k)}}\right)^{\frac {1}{2k}}}
Donde B(2k) es el 2k-ésimo número de Bernoulli.
- Problema de Basilea, resuelto por Euler en 1735:
{\displaystyle \zeta (2)={\frac {1}{1^{2}}}+{\frac {1}{2^{2}}}+{\frac {1}{3^{2}}}+{\frac {1}{4^{2}}}+\cdots ={\frac {\pi ^{2}}{6}}}
- Euler:
{\displaystyle \zeta (4)={\frac {1}{1^{4}}}+{\frac {1}{2^{4}}}+{\frac {1}{3^{4}}}+{\frac {1}{4^{4}}}+\cdots ={\frac {\pi ^{4}}{90}}}
- Fórmula de Nilakantha:
{\displaystyle \pi =3+4\sum _{n=1}^{\infty }{(-1)^{n+1} \over (2n)(2n+1)(2n+2)}}
- Fórmula de Ramanujan:
{\displaystyle {\frac {1}{\pi }}={\frac {2{\sqrt {2}}}{9801}}\sum _{n=0}^{\infty }{(4n)!(26390n+1103) \over (n!)^{4}(396)^{4n}}}
- Fórmula de Chudnovsky: (Se obtienen 14 decimales con cada iteración)
{\displaystyle {\frac {1}{\pi }}=12\sum _{n=0}^{\infty }{(-1)^{n}(6n)!(545140134n+13591409) \over (n!)^{3}(3n)!(640320)^{3n+3/2}}}
- Además, π tiene varias representaciones como fracciones continuas :[61]

{\displaystyle {\frac {\pi }{4}}={\cfrac {1}{1+{\cfrac {1}{3+{\cfrac {4}{5+{\cfrac {9}{7+{\cfrac {16}{9+{\cfrac {25}{11+{\cfrac {36}{13+{\cfrac {49}{\ddots }}}}}}}}}}}}}}}}}
{\displaystyle {\frac {4}{\pi }}={1+{\cfrac {1^{2}}{2+{\cfrac {3^{2}}{2+{\cfrac {5^{2}}{2+\cdots }}}}}}}={1+{\cfrac {\frac {1}{3}}{{\frac {2}{3}}+{\cfrac {\frac {3}{5}}{{\frac {2}{5}}+{\cfrac {\frac {5}{7}}{{\frac {2}{7}}+\cdots }}}}}}}}
- También como desarrollo en series:
{\displaystyle \pi =\sum _{k=0}^{\infty }{\frac {2(-1)^{k}\;3^{{\frac {1}{2}}-k}}{2k+1}}}
- Formas de representación aproximada a {\displaystyle \pi }[63]
{\displaystyle {\frac {355}{113}}\approx 3.141592...}
{\displaystyle {\sqrt[{29}]{261424513284461}}\approx \pi }
- Método de Montecarlo
En un círculo de radio r inscrito en un cuadrado de lado 2r (2 veces el radio), el área del círculo es πr² y la del cuadrado (2r)². De esto se deduce que la relación de área entre el cuadrado y el círculo de π/4.[64]
- Fórmula de Srinivāsa Rāmānujan demostrada en 1985 por Jonathan y Peter Borwein, descubierta en 1910. Es muy eficaz porque aporta 8 decimales a cada iteración:
{\displaystyle {\frac {1}{\pi }}={\frac {2{\sqrt {2}}}{9801}}\sum _{k=0}^{\infty }{\frac {(4k)!(1103+26390k)}{(k!)^{4}396^{4k}}}}

## Cómputos de π

### π y los números primos
Utilizando el inverso del producto de Euler para la función zeta de Riemann y para el valor del argumento igual a 2 se obtiene:
{\displaystyle {\frac {1}{\zeta (2)}}=\lim _{n\to \infty  \atop p_{n}\in \mathbf {P} }\left(1-{\frac {1}{2^{2}}}\right)\left(1-{\frac {1}{3^{2}}}\right)\left(1-{\frac {1}{5^{2}}}\right)\left(1-{\frac {1}{7^{2}}}\right)\left(1-{\frac {1}{11^{2}}}\right)...\left(1-{\frac {1}{p_{n}^{2}}}\right)={\frac {6}{\pi ^{2}}}}
donde pn es el n-ésimo número primo.
Euler fue el primero en hallar este valor de la función zeta (empleando la expresión de sumatoria) y resolviendo así el famoso Problema de Basilea.

### Fórmula de Machin
Una forma exacta de poder calcular π en términos de tangentes inversas de fracciones unitarias es la fórmula de Machin, descubierta en 1706:
{\displaystyle {\frac {\pi }{4}}=4\arctan {\frac {1}{5}}-\arctan {\frac {1}{239}}}
Muchos matemáticos emplearon esta fórmula para averiguar dígitos por encima de la centena (por ejemplo, el ya citado Shanks, que con esta fórmula calculó 707 posiciones decimales de π).

### Métodos eficientes
Los primeros millones de dígitos de π y 1/π se pueden consultar en Proyecto Gutenberg (véase enlaces externos). Uno de los récords más recientes fue alcanzado en diciembre de 2002 por Yasumasa Kanada de la Universidad de Tokio, fijando el número pi con 1 241 100 000 000 dígitos; se necesitaron unas 602 horas con un superordenador de 64 nodos Hitachi SR8000 con una memoria de un terabyte capaz de llevar a cabo dos billones de operaciones por segundo, más de seis veces el récord previo (206 mil millones de dígitos). Para ello se emplearon las siguientes fórmulas modificadas de Machin:
- K. Takano (1982).

{\displaystyle {\frac {\pi }{4}}=12\arctan {\frac {1}{49}}+32\arctan {\frac {1}{57}}-5\arctan {\frac {1}{239}}+12\arctan {\frac {1}{110443}}}
- F. C. W. Störmer (1986).

{\displaystyle {\frac {\pi }{4}}=44\arctan {\frac {1}{57}}+7\arctan {\frac {1}{239}}-12\arctan {\frac {1}{682}}+24\arctan {\frac {1}{12943}}}
Estas aproximaciones proporcionaron una cantidad tan ingente de dígitos que puede decirse que ya no es útil sino para comprobar el funcionamiento de los superordenadores. La limitación no está en la computación sino en la memoria necesaria para almacenar una cadena con una cantidad tan grande de números.

## Aproximaciones geométricas a π
Es posible obtener una aproximación al valor de π de forma geométrica. De hecho, ya los griegos intentaron obtener sin éxito una solución exacta al problema del valor de π mediante el empleo de regla y compás. El problema griego conocido como cuadratura del círculo o, lo que es lo mismo, obtener un cuadrado de área igual al área de un círculo cualquiera, lleva implícito el cálculo del valor exacto de π.
Una vez demostrado que era imposible la obtención de π mediante el uso de regla y compás, se desarrollaron varios métodos aproximados. Dos de las soluciones aproximadas más elegantes son las debidas a Kochanski (usando regla y compás) y la de Mascheroni (empleando únicamente un compás).

### Método de Kochanski

Método de Kochanski

Se dibuja una circunferencia de radio R. Se inscribe el triángulo equilátero OEG. Se traza una recta paralela al segmento EG que pase por A, prolongándola hasta que corte al segmento OE, obteniendo D. Desde el punto D y sobre ese segmento se transporta 3 veces el radio de la circunferencia y se obtiene el punto C. El segmento BC es aproximadamente la mitad de la longitud de la circunferencia.
Demostración (suponiendo R = 1)
{\displaystyle BC^{2}=AB^{2}+(3-DA)^{2}\,\!}
{\displaystyle OF={\frac {\sqrt {3}}{2}}}
{\displaystyle {\frac {DA}{EF}}={\frac {OA}{OF}}\rightarrow {\frac {DA}{1/2}}={\frac {1}{{\sqrt {3}}/2}}\rightarrow DA={\frac {\sqrt {3}}{3}}}
Sustituyendo en la primera fórmula:
{\displaystyle BC^{2}=2^{2}+\left(3-{\frac {\sqrt {3}}{3}}\right)^{2}\rightarrow BC={\sqrt {40-6{\sqrt {3}} \over 3}}=3.141533...}

### Método de Mascheroni

Método de Mascheroni

Método desarrollado por Lorenzo Mascheroni: se dibuja una circunferencia de radio R y se inscribe un hexágono regular. El punto D es la intersección de dos arcos de circunferencia: BD con centro en A', y CD con centro en A. Obtenemos el punto E como intersección del arco DE, con centro en B, y la circunferencia. El segmento AE es un cuarto de la longitud de la circunferencia, aproximadamente.
Demostración (suponiendo R = 1)
{\displaystyle AD=AC={\sqrt {3}}} {\displaystyle OD={\sqrt {3-1}}={\sqrt {2}}}
{\displaystyle BE=BD={\sqrt {(OD-MB)^{2}+MO^{2}}}}
{\displaystyle BE=BD={\sqrt {\left({\sqrt {2}}-{\frac {\sqrt {3}}{2}}\right)^{2}+{\frac {1}{4}}}}={\sqrt {3-{\sqrt {6}}}}}
Por el teorema de Ptolomeo, en el cuadrilátero ABEB'
{\displaystyle BB'\cdot AE=AB\cdot EB'+BE\cdot AB'}
{\displaystyle 2\cdot AE={\sqrt {1+{\sqrt {6}}}}+{\sqrt {9-3\cdot {\sqrt {6}}}}=3.142399...}

## En la cultura popular

### Reglas mnemotécnicas
Es muy frecuente emplear poemas como regla mnemotécnica para poder recordar las primeras cifras del número pi.
- Una forma de memorizar los 20 primeros dígitos es con este poema, solo hay que contar las letras de cada palabra:

Soy y seré a todos definible
mi nombre tengo que daros
cociente diametral siempre inmedible
soy de los redondos aros

- Otra versión, que permite enumerar los 27 primeros dígitos, es la siguiente: «¿Qué? ¿Y cómo π reúne infinidad de cifras? ¡Tiene que haber períodos repetidos! Tampoco comprendo que de una cantidad poco sabida se afirme algo así, tan atrevido!» Nótese que para el segundo 1 (3,14159…) se utiliza la letra griega π.
- Un tercer poema:

Voy a amar a solas, deprimido
no sabrán jamás que sueño hallarte,
perímetro difícil, escondido
que en mis neuronas late…
Oscuro el camino para ver
los secretos que tú ocultas
¿hallarlos podré?…

- Otra regla, que permite recordar las primeras 32 cifras: «Soy π, lema y razón ingeniosa de hombre sabio, que serie preciosa valorando, enunció magistral. Por su ley singular, bien medido el grande orbe por fin reducido fue al sistema ordinario usual.» (del autor Rafael Nieto París[65]) Aquí también se utiliza la letra griega π para el primer 1.
- Otra forma, que permite recordar las primeras 14 cifras:

«How I want a drink, alcoholic of course, after the heavy lectures involving quantum mechanics!»
Existen cuentos amplios que son capaces de hacer memorizar una gran cantidad de dígitos, tal es el titulado «Cadaeic Cadenza», escrito en 1996 por el matemático Michael Keith y que ofrece la posibilidad de memorizar los primeros 3834 dígitos. De esta forma, tomando «A» como 1, «B» como 2, «C» como 3, etc., el nombre de la historia saca los dígitos de π, como «Cadaeic» es la primera palabra de 7 dígitos de π:

C a d a e i c

 3.1 4 1 5 9 3

Es de resaltar que en cada idioma existen diferentes reglas mnemotécnicas (se aconseja visitar cada Wikipedia para descubrir el arte empleado en cada idioma).

### Días de Aproximación a π
Según determinadas coincidencias numéricas, los Días de Aproximación a Pi son:
- 14 de marzo (3/14 en formato de fecha inglés).[67]
- 26 de abril.
- 22 de julio (22/7 que es una aproximación de pi).
- 10 de noviembre (es el 314.º día del calendario gregoriano).
- 21 de diciembre (es el día 355, en referencia a la aproximación 355/113).

### Aparición en medios
- En el año 1998 aparece una película del director Darren Aronofsky denominada Pi sobre un matemático que cree que el mundo se representa por números.
- Alfred Hitchcock en su filme Cortina rasgada hace aparecer el símbolo π como una organización de espionaje.
- En la película The Net, aparece en la parte inferior derecha de una página de conciertos y música, de un programa llamado The Mozart Ghost. Aparentemente es solo un adorno, pero cuando se presiona CRTL+ALT+Clic en π, se accede a la interfaz de datos del Guardián de la Puerta, un programa de los pretorianos que pedía un usuario y una contraseña.
- En la serie de dibujos animados The Simpsons, en el episodio «Bye Bye Nerdie», el profesor Frink grita, a voz en cuello, que «¡π es tres exactamente!», para atraer la atención de un auditorio compuesto por científicos. Cuando todos se dan vuelta para mirarlo, pide disculpas por haberse visto obligado a semejante sacrilegio.
- En la serie Futurama aparecen diferentes referencias a π, tales como «aceite π en 1», y «compre en πkea».
- La novela Contacto de Carl Sagan —sobre la que luego se filmó la película homónima— toma a π (aunque no en base decimal) como un número que esconde la esencia misma del universo.

### Singularidades

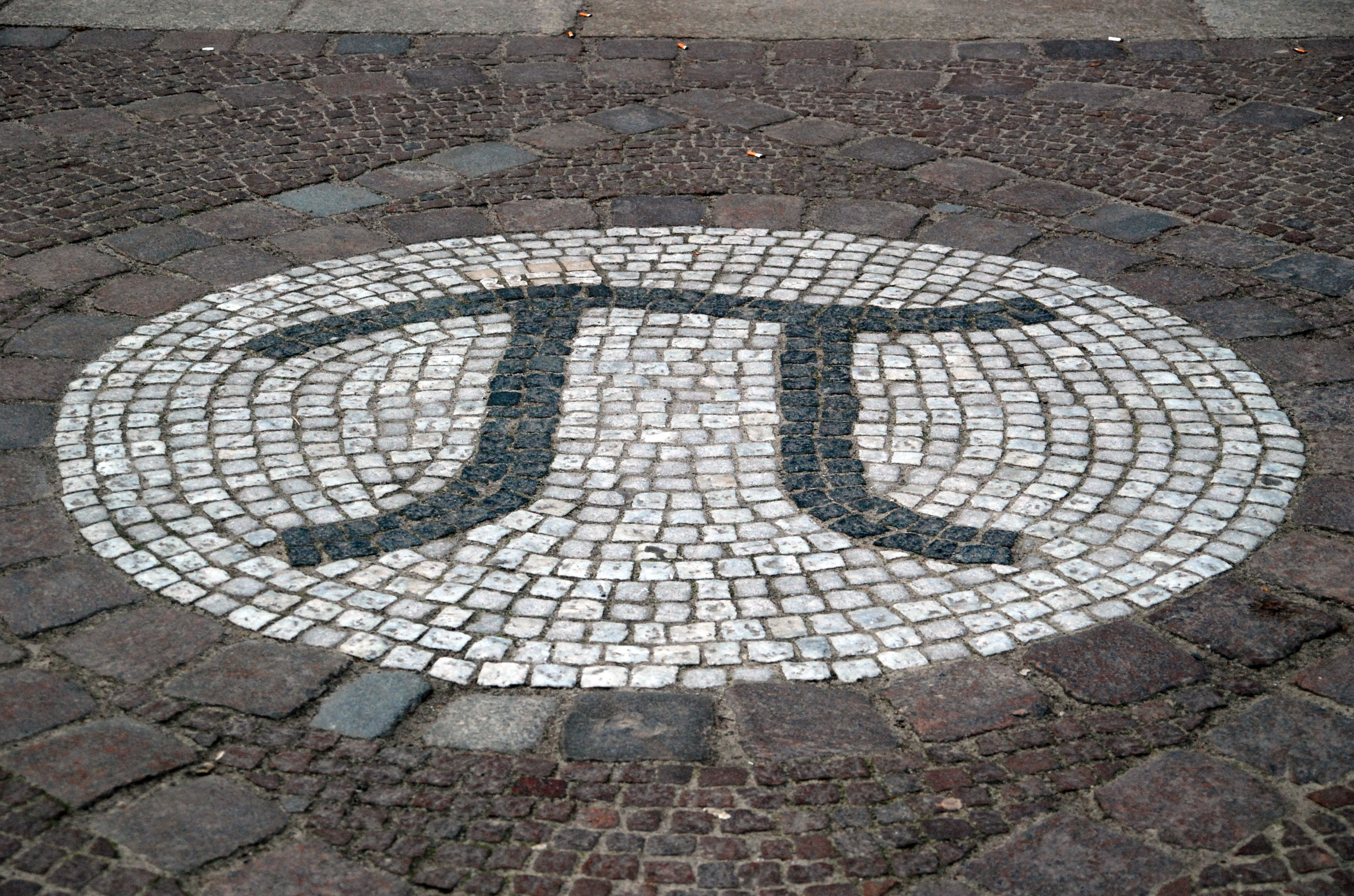
«Piso-Pi», mosaico en la entrada del edificio de la matemática en TU Berlín

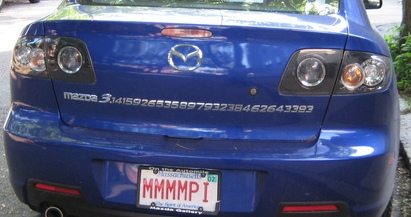
Detalle del «Mazda Pi», se añadieron 27 cifras decimales de π a este automóvil

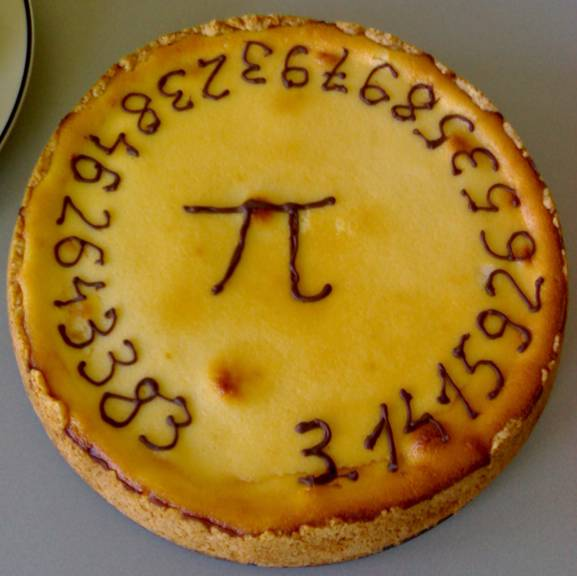
Tarta con el número pi

Construcción aproximada para la cuadratura del círculo, encontrada por Ramanujan

- El método de Arquímedes no fue superado en casi dos mil años a pesar de los grandes avances realizados en su evaluación numérica.[68]
- El valor de Pi usado por Posidonio (135-51 a. C.) debió ser correcto en varias cifras decimales. El valor que obtuvo para la circunferencia de la tierra fue adoptado tres siglos más tarde por el astrónomo alejandrino Claudio Ptolomeo y mucho después por Cristóbal Colón, entre muchos otros.[66]
- El 14 de marzo (3/14 en formato de fecha de Estados Unidos) se marca también como el día pi en el que los fanes de este número lo celebran con diferentes actuaciones. Curiosamente es el cumpleaños de Albert Einstein y el aniversario del fallecimiento de Stephen Hawking.[69]
- 355/113 (~3,1415929) se menciona a veces como una simulación ¡cuasi-perfecta!
- La Premio Nobel de Literatura Wisława Szymborska escribió un poema titulado «El número Pi» (Liczba Pi) en el que utiliza, en su orden, los 25 primeros dígitos de π.
- John Squire (de la banda The Stone Roses) menciona π en una canción escrita para su segunda banda The Seahorses denominada «Something Tells Me». La canción acaba con una letra como: «What's the secret of life? It's 3.14159265, yeah yeah!!».
- El primer millón de cifras de π y su inversa 1/π se puede consultar en el Proyecto Gutenberg o en este enlace.
- La numeración de las versiones del programa de tratamiento de texto TeX de Donald Knuth se realiza según los dígitos de π. La versión del año 2002 se etiquetó con 3,141592.
- Se emplea este número en la serie de señales enviadas por la tierra con el objeto de ser identificados por una civilización inteligente extraterrestre.
- La probabilidad de que dos enteros positivos escogidos al azar sean primos entre sí es {\displaystyle 6/\pi ^{2}}.
- Existen programas en internet que buscan tu número de teléfono en las 50 000 000 primeras cifras de π.
- En algunos lenguajes de programación se pueden averiguar tantos dígitos como se desee con simplemente emplear expresiones como: RealDigits[ N[ Pi, 105]] en «Mathematica».
- En el año 2002 el japonés Akira Haraguchi rompió el récord mundial recitando durante 13 horas 83 431 dígitos del número pi sin parar, doblando el anterior récord en posesión del también japonés Hiroyuki Goto. El 4 de octubre de 2006, a la 1:30 de la madrugada, y tras 16 horas y media, Haraguchi volvió a romper su propio récord recitando 100 000 dígitos del número pi, realizando una parada cada dos horas de 10 minutos para tomar aire.
- El máximo número de dígitos de π necesario para buscar cualquier secuencia de día-mes-año con cuatro dígitos en la expansión decimal de pi es 60.872.
- Existe una canción de Kate Bush llamada «Pi» en la cual se recitan más de veinte dígitos decimales del número.
- En Argentina, el número telefónico móvil para emergencias en estaciones de trenes y subterráneos es ∗31416.[70]
- Mediante pi se puede encontrar que el valor principal de la expresión {\displaystyle i^{i}} es un número real, haciendo más creíble la existencia real del número imaginario y de la misma fórmula de Euler, y está dado por:[71] {\displaystyle i^{i}=\left(e^{i\pi /2}\right)^{i}=e^{i^{2}\pi /2}=e^{-\pi /2}=0.207879...}
- Srinivasa Ramanujan publicó una solución aproximada, con regla y compás, a la cuadratura del círculo en 1913 en la que obtuvo un segmento aproximadamente igual a {\displaystyle r{\sqrt {\pi }}}:[72]

- En la película Pi: Fe en el Caos los estudiantes de la Torá consideran los 216 (6x6x6) primeros decimales como representación del verdadero nombre de Dios.

## Cuestiones abiertas sobre π
- Cada uno de los dígitos decimales 0, 1, 2, 3, 4, 5, 6, 7, 8 y 9, ¿tiene una aparición infinita en los decimales de π?
- La denominada cuestión de Brouwer: en la expansión decimal de π, ¿existe alguna posición donde exista una sucesión de mil ceros consecutivos?
- ¿Es π simplemente normal en base 10? Es decir, ¿tiene cada uno de los diez dígitos del sistema decimal la misma probabilidad de aparición en una expansión decimal?
- No se sabe si π+e, π/e, ln(π) son irracionales. Se sabe que no son raíces de polinomios de grado inferior a nueve y con coeficientes enteros del orden 109.[73][74]
- ¿Cuál es el valor de su medida de irracionalidad?